# Carter megye (Tennessee)
Carter megye az Amerikai Egyesült Államokban, azon belül Tennessee államban található. Megyeszékhelye és legnagyobb városa Elizabethton. Lakosainak száma 56 356 fő (2020. április 1.). Carter megye Sullivan, Johnson, Avery, Mitchell, Unicoi és Washington megyékkel határos.

## Népesség
A megye népességének változása:
| Lakosok száma | 57 381 | 57 492 | 57 341 | 57 338 | 56 486 | 56 356 |
|               | 2010   | 2011   | 2012   | 2013   | 2015   | 2020   |